# Giochi di Tailteann
I giochi di Tailteann erano una manifestazione multisportiva, che si disputava annualmente nella cittadina irlandese di Tailteann, l'odierna Teltown (sita nella Contea di Meath a nord-ovest della capitale Dublino).
L'evento si teneva durante l'ultima quindicina di luglio e culminava con la celebrazione di Lughnasadh o Lammas Eve (1º agosto). Il folclore moderno sostiene che i Giochi iniziarono intorno al 1600 a.C. e alcuni sostengono addirittura fin dal 1829 a.C. La pubblicistica della Gaelic Athletic Association, nata nel 1924, ha sostenuto una loro fondazione nel 632 a.C.
I giochi erano sono in realtà stati avviati tra il VI e il IX secolo d.C. e si sono svolti fino al 1169-1171, a causa dell'invasione normanna.

## Storia
La più antica fonte che descrive questo evento è il Libro di Leinster (1160), conservato nella biblioteca universitaria del Trinity College a Dublino. I giochi venivano tenuti in onore della dea Tailte, il 1º agosto di ogni anno, giorno del suo compleanno e si tennero sino al 554, allorché vennero sospesi per eventi bellici; una volta ripresi si tennero ancora sino al 1168, quando si concluserero definitivamente per l'invasione dell'Irlanda. Le cronache riferiscono che tra i protagonisti dei Giochi ci sarebbe stato anche il leggendario eroe gaelico Cúchulainn.
La Gaelic Athletic Association, nel 1924, nel 1928 e nel 1932 organizzò al Croke Park di Dublino, degli eventi multisportivi che volevano ricordare i giochi gaelici antichi, esclusivamente aperti a tutte le persone irlandesi di nascita o ascendenza.